# Medeszewci
Medeszewci (bułg. Медешевци) – wieś w Bułgarii, w obwodzie Widyń, w gminie Gramada. W 2024 roku liczyła 61 mieszkańców.

## Historia
W czasie niewoli tureckiej wieś wchodziła w skład nahii Zagorie i w księgach tureckich (skrócony rejestr Vidin sanjak z 1454/1455 r. i drugi rejestr z 1560 r.) została wpisana jako wieś Medoshofce.